# S.S. Napoli Calcio a 5
El Società Sportiva Napoli Calcio a 5 fue un equipo italiano de fútbol sala de la ciudad de Nápoles. Fue fundado en 1992 y desapareció en 2010.

## Plantilla 2009/2010
|    | Nac.              | Nombre                  | Sobrenombre     | Ruolo     |
| -- | ----------------- | ----------------------- | --------------- | --------- |
| 1  | Italia            | Mario Gazolli           | GAZOLLI         | Portero   |
| 12 | Italia · Paraguay | Leandro Garcia Pereira  | GARCIA PEREIRA  | Portero   |
| 3  | Paraguay          | Fabio Aníbal Alcaraz    | ALCARAZ         | Cierre    |
| 6  | Italia · Brasil   | Danilo Lacerda Lanconi  | LACERDA LANCONI | Cierre    |
| x  | Italia            | Paro Luiz Guilherme     | GUILHERME       | Universal |
| x  | Italia · Brasil   | Maximiliano Rescia      | RESCIA          | Ala       |
| x  | Brasil            | Eduardo Lucas Chianelli | CHIANELLI       | Ala       |
| x  | Italia · Brasil   | Sandro Seco Zanetti     | SECO ZANETTI    | Pivot     |
| x  | Italia · Brasil   | Antonio Oliveira Edimar | OLIVEIRA EDIMAR | Pivot     |

Entrenador:  Marcelo Batista

## Palmarés
- Copa Italia Serie A2: 2005